# Iquique (provins)

Iquiques läge i Tarapacá.

Provincia de Iquique är en chilensk provins som tillhör regionen Tarapacá. Provinsen har en area på 2 835,3 kvadratkilometer med cirka 216 419 invånare totalt. Den delades 2007, då fem kommuner bildade den nya provinsen Tamarugal.

## Kommuner
- Alto Hospicio
- Iquique